# Cal Litet de Castellfollit
Cal Litet de Castellfollit és una casa del municipi de Castellfollit de Riubregós (Anoia) inclosa en l'Inventari del Patrimoni Arquitectònic de Catalunya.

## Descripció

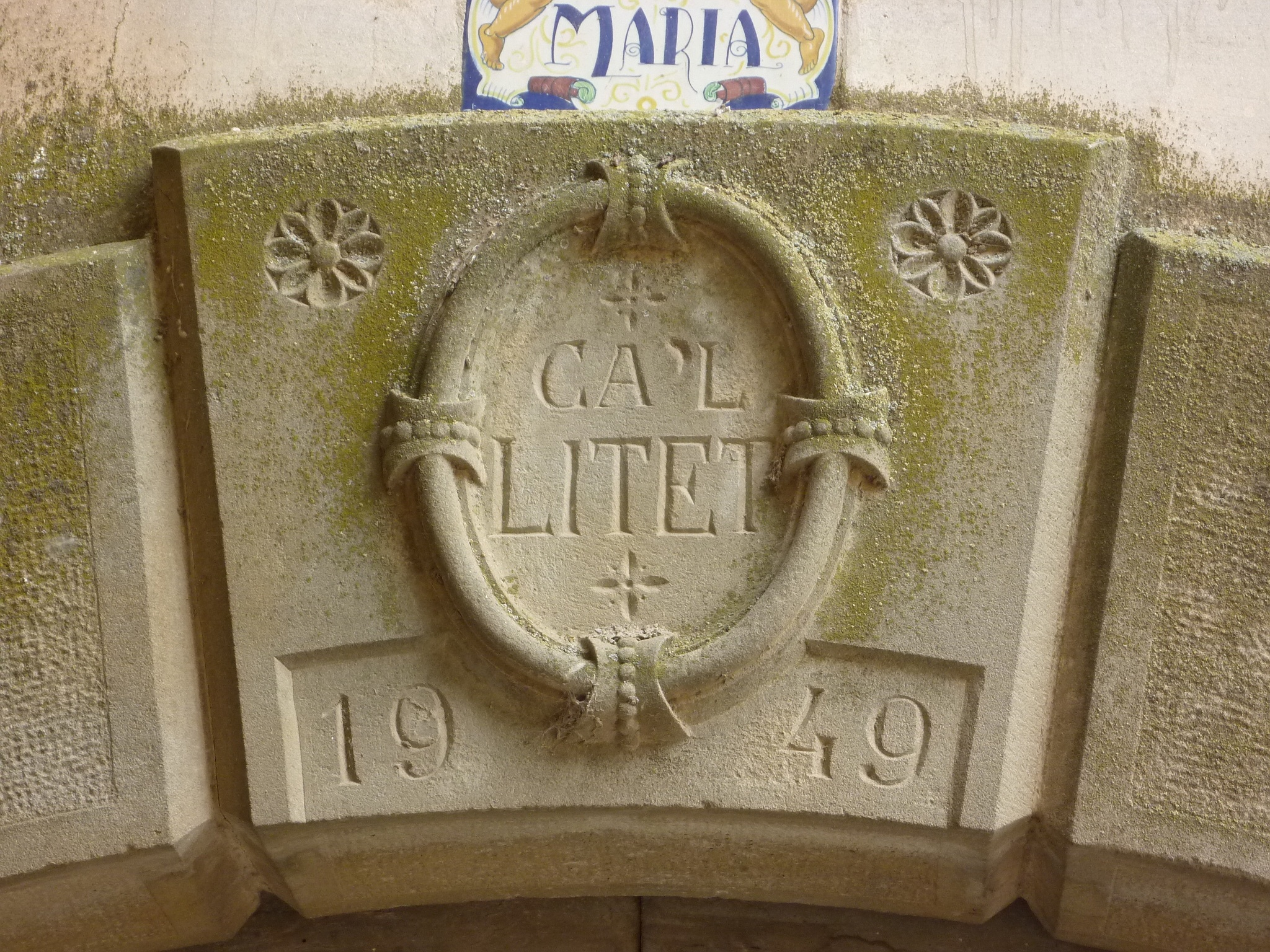
Medalló de la portada

Típic casal rural català de tres plantes amb una sòbria façana feta amb maons de pedra arrebossada. Destaca l'absència total de decoració. La nota més remarcable és la portada de l'edifici, formada per un arc de mig punt i al bell mig un medalló de pedra on figura la data d'acabament de l'edifici l'any 1949. També és important assenyalar l'existència a la façana d'una petita capelleta, endinsada a la paret, feta amb majòlica i dedicada a la Mare de Déu del Roser.